# 原町 (目黑區)
原町（日语：／ Haramachi */?）是東京都目黑區的地名。現行行政地名為原町一丁目與原町二丁目。2013年7月1日為止的人口有5,402人。郵遞區號152-0011。

## 地理
位於目黑區東南部。町域東北部接目黑區目黑本町。東南部鄰品川區小山。南部連目黑區洗足。西部通目黑區南。西北部接目黑區碑文谷。町域內有圓融寺通通過，東端為立會道路，北端為立會川綠道。東南端鄰接西小山站前廣場（品川區界），周邊多商店，其他地區主要為住宅區。

## 歷史
- 1889（明治22年）：「市制町村制」施行，為碑衾村大字碑文谷。
- 1927年（昭和2年）：為碑衾町大字碑文谷字原。
- 1932年（昭和7年）：成立目黑區原町。
- 1968年（昭和43年）：實施新住居表示，一部分編入洗足。

### 地名由來
此地為平坦的平原而得名。

## 交通
町域內東南端附近有東急目黑線西小山站。也可利用西側的洗足站。

## 設施
- 碑文谷警察署原町交番
- 目黑區立原町小學校
- 目黑區立原町幼稚園
- 芝信用金庫西小山支店
- 瑞穗銀行西小山站前出張所
- 宮野古民家資料園

## 備註
1. ↑  .   [2013-08-06]. （原始内容存档于2020-05-03）.